# Nikola Mektić
Nikola Mektić (Zagabria, 24 dicembre 1988) è un tennista croato specialista nel doppio, è stato per la prima volta nº 1 del ranking ATP nell'ottobre 2021.
Nel 2021 ha vinto il Torneo di Wimbledon e le Olimpiadi di Tokyo insieme a Mate Pavić, e 11 prove dell'ATP Tour Masters 1000. Si è aggiudicato in totale 32 tornei del circuito maggiore, tra i quali le ATP Finals 2020 in coppia con Wesley Koolhof. Ha raggiunto inoltre la finale agli US Open 2020 con Koohlof e a Wimbledon 2022 con Pavić.
Ha vinto inoltre il torneo di doppio misto agli Australian Open 2020 in coppia con Barbora Krejčíková. Dal 2011 fa parte della squadra croata di Coppa Davis, con la quale ha vinto l'edizione 2018 e ha raggiunto la finale nell'edizione 2020-2021. Dal 2017 gioca quasi esclusivamente in doppio.

## Statistiche

### Doppio

#### Vittorie (32)
| Legenda               |
| Grande Slam (1)       |
| ATP Finals (1)        |
| Giochi Olimpici (1)   |
| ATP Masters 1000 (11) |
| ATP Tour 500 (4)      |
| ATP Tour 250 (14)     |

| N.  | Data             | Torneo                                   | Superficie  | Compagno         | Avversari in Finale                  | Punteggio              |
| 1.  | 19 febbraio 2017 | Memphis Open, Memphis                    | Cemento (i) | Brian Baker      | Ryan Harrison Steve Johnson          | 6–3, 6–4               |
| 2.  | 30 aprile 2017   | Hungarian Open, Budapest                 | Terra rossa | Brian Baker      | Juan Sebastián Cabal Robert Farah    | 7–6(2), 6–4            |
| 3.  | 14 aprile 2018   | Grand Prix Hassan II, Marrakech          | Terra rossa | Alexander Peya   | Benoît Paire Édouard Roger-Vasselin  | 7–5, 3–6, [10–7]       |
| 4.  | 13 maggio 2018   | Madrid Open, Madrid                      | Terra rossa | Alexander Peya   | Bob Bryan Mike Bryan                 | Walkover               |
| 5.  | 10 febbraio 2019 | Sofia Open, Sofia                        | Cemento (i) | Jürgen Melzer    | Hsieh Cheng-peng Christopher Rungkat | 6–2, 4–6, [10–2]       |
| 6.  | 16 marzo 2019    | Indian Wells Masters, Indian Wells       | Cemento     | Horacio Zeballos | Łukasz Kubot Marcelo Melo            | 4–6, 6–4, [10–3]       |
| 7.  | 21 aprile 2019   | Monte Carlo Masters, Monte Carlo         | Terra rossa | Franko Škugor    | Robin Haase Wesley Koolhof           | 6(3)–7, 7–6(3), [11–9] |
| 8.  | 22 novembre 2020 | ATP Finals, Londra                       | Cemento (i) | Wesley Koolhof   | Jürgen Melzer Édouard Roger-Vasselin | 6–2, 3–6, [10–5]       |
| 9.  | 12 gennaio 2021  | Antalya Open, Adalia                     | Cemento     | Mate Pavić       | Ivan Dodig Filip Polášek             | 6–2, 6–4               |
| 10. | 7 febbraio 2021  | Murray River Open, Melbourne             | Cemento     | Mate Pavić       | Jérémy Chardy Fabrice Martin         | 7–6(2), 6–3            |
| 11. | 7 marzo 2021     | Rotterdam Open, Rotterdam                | Cemento (i) | Mate Pavić       | Kevin Krawietz Horia Tecău           | 7–6(7), 6–2            |
| 12. | 3 aprile 2021    | Miami Open, Miami                        | Cemento     | Mate Pavić       | Daniel Evans Neal Skupski            | 6–4, 6–4               |
| 13. | 18 aprile 2021   | Monte Carlo Masters, Monte Carlo (2)     | Terra rossa | Mate Pavić       | Daniel Evans Neal Skupski            | 6–3, 4–6, [10–7]       |
| 14. | 16 maggio 2021   | Internazionali d'Italia, Roma            | Terra rossa | Mate Pavić       | Rajeev Ram Joe Salisbury             | 6–4, 7–6(4)            |
| 15. | 25 giugno 2021   | Eastbourne International, Eastbourne     | Erba        | Mate Pavić       | Rajeev Ram Joe Salisbury             | 6–4, 6–3               |
| 16. | 10 luglio 2021   | Torneo di Wimbledon, Londra              | Erba        | Mate Pavić       | Marcel Granollers Horacio Zeballos   | 6–4, 7–6(5), 2–6, 7–5  |
| 17. | 31 luglio 2021   | Giochi Olimpici, Tokyo                   | Cemento     | Mate Pavić       | Marin Čilić Ivan Dodig               | 6–4, 3–6, [10-6]       |
| 18. | 15 maggio 2022   | Internazionali d'Italia, Roma (2)        | Terra rossa | Mate Pavić       | John Isner Diego Schwartzman         | 6–2, 6(6)–7, [12-10]   |
| 19. | 22 maggio 2022   | Geneva Open, Ginevra                     | Terra rossa | Mate Pavić       | Pablo Andújar Matwé Middelkoop       | 2–6, 6–2, [10–3]       |
| 20. | 19 giugno 2022   | Queen's Club Championships, Londra       | Erba        | Mate Pavić       | Lloyd Glasspool Harri Heliövaara     | 6–3, 6(3)–7, [10–6]    |
| 21. | 25 giugno 2022   | Eastbourne International, Eastbourne (2) | Erba        | Mate Pavić       | Luke Saville Matwé Middelkoop        | 6–4, 6–2               |
| 22. | 9 ottobre 2022   | Astana Open, Nur-Sultan                  | Cemento (i) | Mate Pavić       | Adrian Mannarino Fabrice Martin      | 6–4, 6–2               |
| 23. | 14 gennaio 2023  | Auckland Open, Auckland                  | Cemento     | Mate Pavić       | Nathaniel Lammons Jackson Withrow    | 6–4, 6(5)–7, [10–6]    |
| 24. | 18 giugno 2023   | Stuttgart Open, Stoccarda                | Erba        | Mate Pavić       | Kevin Krawietz Tim Pütz              | 7–6(2), 6–3            |
| 25. | 30 giugno 2023   | Eastbourne International, Eastbourne (3) | Erba        | Mate Pavić       | Ivan Dodig Austin Krajicek           | 6–4, 6–2               |
| 26. | 14 gennaio 2024  | Auckland Open, Auckland (2)              | Cemento     | Wesley Koolhof   | Marcel Granollers Horacio Zeballos   | 6–3, 6(5)–7, [10–7]    |
| 27. | 18 febbraio 2024 | Rotterdam Open, Rotterdam (2)            | Cemento (i) | Wesley Koolhof   | Robin Haase Botic van de Zandschulp  | 6–3, 7–5               |
| 28. | 17 marzo 2024    | Indian Wells Masters, Indian Wells (2)   | Cemento     | Wesley Koolhof   | Marcel Granollers Horacio Zeballos   | 7–6(2), 7–6(4)         |
| 29. | 13 ottobre 2024  | Shanghai Masters, Shanghai               | Cemento     | Wesley Koolhof   | Máximo González Andrés Molteni       | 6–4, 6–4               |
| 30. | 3 novembre 2024  | Paris Masters, Parigi                    | Cemento (i) | Wesley Koolhof   | Lloyd Glasspool Adam Pavlásek        | 3–6, 6–3, [10–5]       |
| 31. | 11 gennaio 2025  | Auckland Open, Auckland (3)              | Cemento     | Michael Venus    | Christian Harrison Rajeev Ram        | w/o                    |
| 32. | 17 agosto 2025   | Cincinnati Open, Cincinnati              | Cemento     | Rajeev Ram       | Lorenzo Musetti Lorenzo Sonego       | 4–6, 6–3, [10–5]       |

#### Finali perse (19)
| Legenda              |
| Grande Slam (2)      |
| ATP Finals (1)       |
| ATP Masters 1000 (2) |
| ATP Tour 500 (6)     |
| ATP Tour 250 (8)     |

| N.  | Data              | Torneo                                       | Superficie  | Compagno        | Avversari in Finale                  | Punteggio                        |
| 1.  | 23 luglio 2016    | Croatia Open Umag, Umago                     | Terra rossa | Antonio Šančić  | Martin Kližan David Marrero          | 4–6, 2–6                         |
| 2.  | 1º ottobre 2017   | Shenzhen Open, Shenzhen                      | Cemento     | Nicholas Monroe | Alexander Peya Rajeev Ram            | 3–6, 2–6                         |
| 3.  | 10 febbraio 2018  | Sofia Open, Sofia                            | Cemento (i) | Alexander Peya  | Robin Haase Matwé Middelkoop         | 7–5, 4–6, [4–10]                 |
| 4.  | 24 febbraio 2018  | Rio Open, Rio de Janeiro                     | Terra rossa | Alexander Peya  | David Marrero Fernando Verdasco      | 7–5, 5–7, [8–10]                 |
| 5.  | 6 maggio 2018     | Internazionali di Baviera, Monaco di Baviera | Terra rossa | Alexander Peya  | Ivan Dodig Rajeev Ram                | 3–6, 5–7                         |
| 6.  | 6 ottobre 2019    | Japan Open Tennis Championships, Tokyo       | Cemento     | Franko Škugor   | Nicolas Mahut Édouard Roger-Vasselin | 6(7)–7, 4–6                      |
| 7.  | 23 febbraio 2020  | Open 13 Provence, Marsiglia                  | Cemento (i) | Wesley Koolhof  | Nicolas Mahut Vasek Pospisil         | 3–6, 4–6                         |
| 8.  | 10 settembre 2020 | US Open, New York                            | Cemento     | Wesley Koolhof  | Bruno Soares Mate Pavić              | 5–7, 3–6                         |
| 9.  | 20 marzo 2021     | Dubai Tennis Championships, Dubai            | Cemento     | Mate Pavić      | Robert Farah Juan Sebastián Cabal    | 6(0)–7, 6(4)–7                   |
| 10. | 9 maggio 2021     | Madrid Open, Madrid                          | Terra rossa | Mate Pavić      | Marcel Granollers Horacio Zeballos   | 6–1, 3–6, [8–10]                 |
| 11. | 15 agosto 2021    | Canadian Open, Toronto                       | Cemento     | Mate Pavić      | Joe Salisbury Rajeev Ram             | 3–6, 6–4, [3–10]                 |
| 12. | 26 febbraio 2022  | Dubai Tennis Championships, Dubai (2)        | Cemento     | Mate Pavić      | Tim Pütz Michael Venus               | 3–6, 7–6(5), [14–16]             |
| 13. | 24 aprile 2022    | Serbia Open, Belgrado                        | Terra rossa | Mate Pavić      | Ariel Behar Gonzalo Escobar          | 6–2, 3–6, [7–10]                 |
| 14. | 9 luglio 2022     | Torneo di Wimbledon, Londra                  | Erba        | Mate Pavić      | Matthew Ebden Max Purcell            | 6(5)–7, 7–6(3), 6–4, 4–6, 6(2)–7 |
| 15. | 20 novembre 2022  | ATP Finals, Torino                           | Cemento (i) | Mate Pavić      | Rajeev Ram Joe Salisbury             | 6(4)–7, 4–6                      |
| 16. | 11 novembre 2023  | Sofia Open, Sofia (2)                        | Cemento (i) | Julian Cash     | Gonzalo Escobar Oleksandr Nedovjesov | 3–6, 6–3, [11–13]                |
| 17. | 15 giugno 2024    | Rosmalen Open, 's-Hertogenbosch              | Erba        | Wesley Koolhof  | Nathaniel Lammons Jackson Withrow    | 6(5)–7, 6(3)–7                   |
| 18. | 27 ottobre 2024   | Swiss Indoors, Basilea                       | Cemento (i) | Wesley Koolhof  | Jamie Murray John Peers              | 3–6, 5–7                         |
| 19. | 22 giugno 2025    | Queen's Club Championships, Londra           | Erba        | Michael Venus   | Julian Cash Lloyd Glasspool          | 3-6, 7-6(5), [6-10]              |

### Doppio misto

#### Vittorie (1)
| Legenda                 |
| ----------------------- |
| Australian Open (1)     |
| Open di Francia (0)     |
| Torneo di Wimbledon (0) |
| US Open (0)             |

| N. | Data            | Torneo                     | Superficie | Compagna           | Avversari in finale                | Punteggio        |
| 1. | 1 febbraio 2020 | Australian Open, Melbourne | Cemento    | Barbora Krejčíková | Bethanie Mattek-Sands Jamie Murray | 5–7, 6–4, [10–1] |

#### Finali perse (1)
| Legenda                 |
| ----------------------- |
| Australian Open (0)     |
| Open di Francia (0)     |
| Torneo di Wimbledon (0) |
| US Open (1)             |

| N. | Data             | Torneo            | Superficie | Compagno        | Avversari in finale                | Punteggio        |
| 1. | 8 settembre 2018 | US Open, New York | Cemento    | Alicja Rosolska | Bethanie Mattek-Sands Jamie Murray | 6–2, 3–6, [9–11] |

### Tornei minori

#### Singolare

##### Vittorie (11)
| Legenda        |
| Challenger (0) |
| Futures (11)   |

| N.  | Data              | Torneo          | Superficie  | Avversari in Finale | Punteggio     |
| 1.  | 19 maggio 2008    | Brčko           | Terra rossa | Dennis Bloemke      | 6–2, 6–3      |
| 2.  | 4 maggio 2009     | Doboj           | Terra rossa | Ivan Bjelica        | 7–6, 4–6, 6–3 |
| 3.  | 18 maggio 2008    | Brčko           | Terra rossa | Aleksander Slović   | 7–6, 7–5      |
| 4.  | 17 agosto 2009    | Vinkovci        | Terra rossa | Ismar Gorčić        | 7–6, 7–6      |
| 5.  | 24 settembre 2009 | Čakovec         | Terra rossa | Attila Balázs       | 6–3, 7–5      |
| 6.  | 31 agosto 2009    | Osijek          | Terra rossa | Aldin Šetkić        | 2–6, 6–4, 6–2 |
| 7.  | 1 giugno 2009     | Rogaška Slatina | Terra rossa | Denys Molčanov      | 6–3, 4–2 rit. |
| 8.  | 12 luglio 2009    | Fano            | Terra rossa | Stefano Ianni       | 6–2, 6–0      |
| 9.  | 21 febbraio 2010  | Zagabria        | Terra rossa | Michael Lammer      | 7–6 rit.      |
| 10. | 21 maggio 2012    | Prijedor        | Terra rossa | Marin Bradarić      | 5–7, 7–5, 6–0 |
| 11. | 28 maggio 2012    | Bled            | Terra rossa | Marcel Zimmermann   | 1–6, 6–2, 6–4 |

##### Finali perse (3)
| Legenda        |
| Challenger (1) |
| Futures (2)    |

| N. | Data           | Torneo                                           | Superficie  | Avversari in Finale | Punteggio     |
| 1. | 16 giugno 2008 | Belgrado                                         | Terra rossa | Attila Balázs       | 7–6, 1–6, 2–6 |
| 2. | 25 giugno 2012 | Sibiu                                            | Terra rossa | Marc Giner          | 3–6, 6–2, 0–6 |
| 3. | 3 maggio 2014  | ATP China International Tennis Challenge, Anning | Terra rossa | Alex Bolt           | 2–6, 5–7      |

## Risultati in progressione
| Sigla | Risultato               |
| ----- | ----------------------- |
| V     | Vincitore               |
| F     | Finalista               |
| SF    | Semifinalista           |
| O     | Oro olimpico            |
| A     | Argento olimpico        |
| SF    | Bronzo olimpico         |
| QF    | Quarti di Finale        |
| 4T    | Quarto turno            |
| 3T    | Terzo turno             |
| 2T    | Secondo turno           |
| 1T    | Primo turno             |
| RR    | Round Robin             |
| LQ    | Turno di qualificazione |
| A     | Assente                 |
| ND    | Non disputato           |

| Legenda superfici    |
| -------------------- |
| Cemento              |
| Terra battuta        |
| Erba                 |
| Superficie variabile |

### Doppio
| Tornei Grande Slam         |     |               |               |               |               |       |       |         |
| Australian Open, Melbourne | A   | 3T            | 2T            | 3T            | 2T            | SF    | 2T    | 11–6    |
| Open di Francia, Parigi    | A   | 1T            | SF            | 1T            | SF            | A     | 3T    | 10–5    |
| Wimbledon, Londra          | 1T  | SF            | 3T            | 3T            | ND            | V     |       | 14–4    |
| US Open, New York          | A   | 1T            | 3T            | 2T            | F             | 1T    |       | 7–5     |
| Vittorie–Sconfitte         | 0–1 | 6–4           | 9–4           | 5–4           | 9–3           | 10–2  | 3–2   | 42–20   |
| Torneo di Fine Anno        |     |               |               |               |               |       |       |         |
| ATP Finals, Londra         | A   | A             | RR            | A             | V             | SF    |       | 6–5     |
| Vittorie–Sconfitte         | 0–0 | 0–0           | 0–2           | 0–0           | 4–1           | 2–2   |       | 6–5     |
| Nazionale                  |     |               |               |               |               |       |       |         |
| Giochi Olimpici            | A   | Non disputati | Non disputati | Non disputati | Non disputati | V     | ND    | 5–0     |
| Coppa Davis                | A   | PO            | V             | RR            | A             | F     |       | 7–1     |
| Vittorie–Sconfitte         | 0–0 | 2–0           | 1–0           | 0–1           | 0–0           | 9–0   |       | 12–1    |
| Statistiche Carriera       |     |               |               |               |               |       |       |         |
| Finali ATP World Tour      | 1   | 3             | 5             | 4             | 3             | 12    | 6     | 34      |
| Tornei ATP vinti           | 0   | 2             | 2             | 3             | 1             | 9     | 4     | 21      |
| Vittorie–Sconfitte         | 4–5 | 34–26         | 45–26         | 34–26         | 26–14         | 65–13 | 29–11 | 237–138 |
| Ranking di fine anno       | 74  | 48            | 13            | 15            | 8             | 2     |       | N/A     |

### Doppio misto
| Tornei Grande Slam         |     |               |               |               |               |     |       |
| Australian Open, Melbourne | A   | A             | A             | 1T            | V             | 1T  | 5–2   |
| Open di Francia, Parigi    | A   | 1T            | 2T            | QF            | ND            | A   | 3–3   |
| Wimbledon, Londra          | A   | 3T            | 3T            | 3T            | ND            | A   | 4–3   |
| US Open, New York          | A   | 2T            | F             | 1T            | ND            | A   | 5–3   |
| Vittorie–Sconfitte         | 0–0 | 3–3           | 6–3           | 3–4           | 5–0           | 0–1 | 17–11 |
| Nazionale                  |     |               |               |               |               |     |       |
| Giochi Olimpici            | A   | Non disputati | Non disputati | Non disputati | Non disputati | A   | 0–0   |
| Vittorie–Sconfitte         | 0–0 | Non disputati | Non disputati | Non disputati | Non disputati | 0–0 | 0–0   |